# Adcatomus flavovittatus
Adcatomus flavovittatus là một loài nhện trong họ Sparassidae.
Loài này thuộc chi Adcatomus. Adcatomus flavovittatus được Eugène Simon miêu tả năm 1897.